# Oospila circumsessa
Oospila circumsessa är en fjärilsart som beskrevs av Louis Beethoven Prout 1917. Oospila circumsessa ingår i släktet Oospila och familjen mätare. Inga underarter finns listade i Catalogue of Life.